# Monolith (catalyst support)
Los soportes de catalizador monolítico son estructuras sólidas hechas por extrusión y son la parte fundamental de la mayoría de los convertidores catalíticos automotrices, filtros de partículas, y algunos reactores catalíticos industriales. La mayoría de los convertidores catalíticos son utilizados en el control de emisiones vehiculares. Los convertidores catalíticos estacionarios pueden reducir las emisiones ambientales provenientes de centrales eléctricas de combustibles fósiles.

## Propiedades

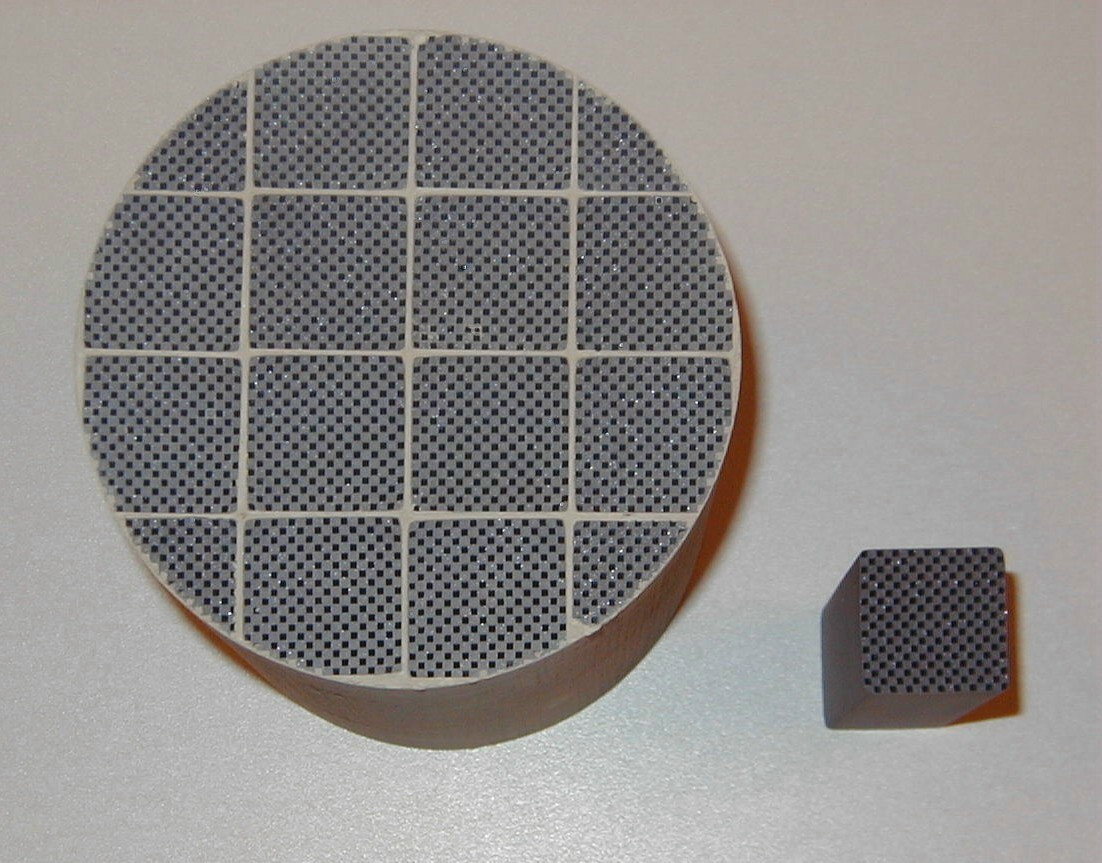
Dispositivo de reducción catalítica de hollín de motores Diesel fabricado con monolitos de carburo de silicio

Los monolitos para convertidores catalíticos vehiculares están hechos de una cerámica que contiene una gran proporción de cordierita sintética, 2MgO•2Al2O3•5SiO2, la cual tiene un bajo coeficiente de expansión térmica.
Cada monolito puede contener miles de canales u orificios en paralelos, los cuales están delimitados por paredes delgadas, en una estructura de tipo panal. Los canales pueden ser cuadrados, hexagonales, redondos, o de otras formas. La densidad de canales suele ser de 30 a 200 por cm², y las paredes entre ellos, de 0.05 a 0.3 mm de espesor. Los canales de diámetro hidráulico pequeño proveen de una mayor densidad de área superficial que los canales grandes. Un área superficial alta facilita la conversión química o filtration. El espacio abierto para flujo en un monolito típicamente ronda entre el 72% y el 87% de su sección transversal, por lo que la resistencia al flujo de gases a través de él es bajo, lo que minimiza la energía requerida para que un caudal de gases atraviese su estructura.
Un monolito es un sustrato que sirve de soporte para un catalizador. Después que el monolito es completo, suele aplicársele un baño de material poroso que contiene metales catalíticos (más comúnmente platino, paladio, y/o rodio.

Estructuras alternativas incluyen metal corrugado, espumas y pellets de distintas formas.

## Usos
- Filtros de partículas de vehículos diesel (DPF)
- Incineración catalítica
- Soporte de catalizador para procesos químicos
- Control de emisiones del vehículo

- Datos: Q18391008